# Taurianova
Taurianova est une commune italienne de la province de Reggio de Calabre, dans la région Calabre.

## Histoire
La ville de la Grande-Grèce établie à l'ancienne Metauria.

## Administration

### Hameaux
San Martino, Amato, Pegara, Donna Livia.

### Communes limitrophes
Cittanova, Molochio, Oppido Mamertina, Rizziconi, Terranova Sappo Minulio, Varapodio.

## Personnalités
- Giovanni Francesco Gemelli Careri (1651-1725), voyageur et aventurier, parfois considéré comme un des premiers globe-trotter ;
- Maria Concetta Cacciola (1980-2011) morte assassinée par la 'ndrangheta pour avoir témoigné contre sa famille, est née dans la commune.